# فرانسوا جيرارد (متسابق يخت)
فرانسوا جيرارد (بالفرنسية: François Girard)‏ هو متسابق يخت فرنسي، ولد في 3 ديسمبر 1948.

## وصلات خارجية
- فرنسوا جيرارد على موقع أوليمبيديا (الإنجليزية)